# Braid Law
Braid Law är en kulle i Storbritannien.   Den ligger i kommunen Midlothian och riksdelen Skottland, i den centrala delen av landet, 500 km norr om huvudstaden London. Toppen på Braid Law är 427 meter över havet.
Terrängen runt Braid Law är kuperad åt nordväst, men åt sydost är den platt.Runt Braid Law är det glesbefolkat, med 16 invånare per kvadratkilometer. Närmaste större samhälle är Edinburgh, 16,1 km norr om Braid Law. Trakten runt Braid Law består i huvudsak av gräsmarker.